# Zell (Mosel)

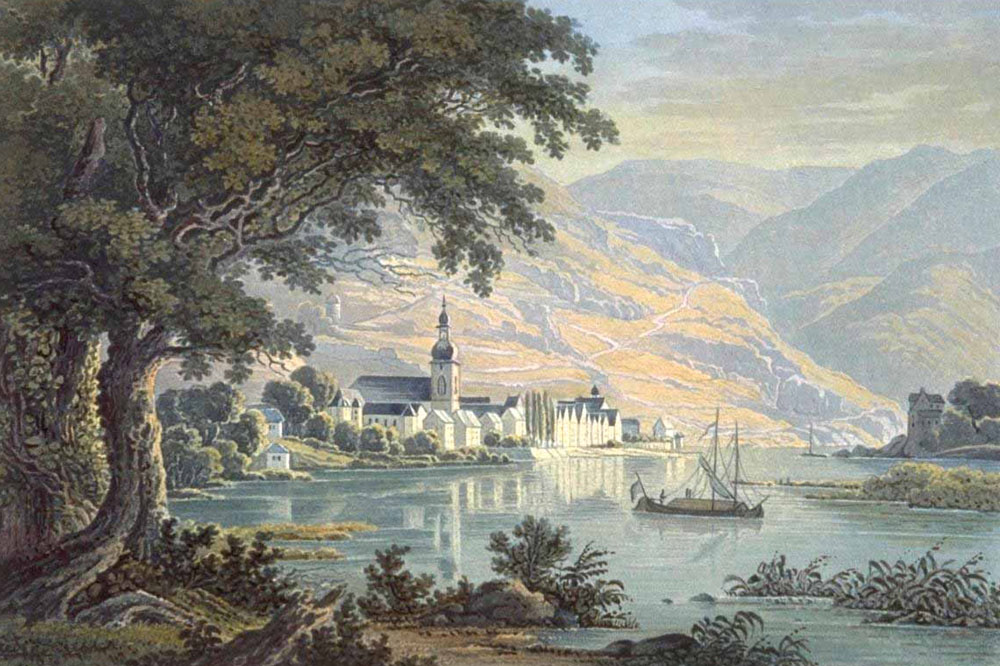
Miasto Zell (Mosel) w 1841 roku

Zell (Mosel) – miasto w Niemczech, w kraju związkowym Nadrenia-Palatynat, w powiecie Cochem-Zell, siedziba gminy związkowej Zell (Mosel)..

## Administracja
Skład Rady Miasta po wyborach w 2009 roku:
- SPD - 4 przedstawicieli
- CDU - 11 przedstawicieli
- FWG - 5 przedstawicieli

## Współpraca
Miejscowości partnerskie:
- Antoing, Belgia
- Crépy-en-Valois, Francja
- Triptis, Turyngia